# Francisco Carreras Reura
Francisco Carreras Reura, también Francesc Carreras Reura (Mahón, 5 de junio de 1896 - Madrid, 12 de octubre de 1951), fue un político republicano español.
Francisco era el tercer hijo de una familia de clase media de tendencia republicana. Su padre, Lucas Carreras, era funcionario del ayuntamiento de Mahón y secretario de la cámara de comercio local.
Estudió el bachillerato en Mahón y se fue a Madrid a estudiar Ciencias Exactas en la Universidad Central, licenciándose en 1917. Volvió a su Menorca natal, permaneciendo allí dos años durante los que dio clase en el Instituto de Mahón. Sin embargo, Francisco volvió a Madrid en el curso 1918-1919, ya que su hermano Mateo se había instalado allí para ejercer la Medicina. Además de miembro relevante de la vida intelectual madrileña (fue directivo del Ateneo de Madrid), Mateo llegó a ser el médico personal de Manuel Azaña. Francisco estudió Farmacia en Madrid y, tras obtener la licenciatura abrió una farmacia en Madrid.
Su compromiso político data de estas fechas, fruto del influjo familiar, tanto de su padre, uno de los miembros más destacados del republicanismo local de Mahón, como de su hermano, involucrado en los círculos republicanos madrileños de la mano de Azaña. También, como su padre y su hermano, ingresó en la masonería. Aunque en 1921 Francisco intervino en Mahón en el congreso constituyente de la Juventud Republicana, fue en Madrid donde desarrolló sus actividades políticas durante la dictadura de Primo de Rivera. En 1925 fue uno de los fundadores del Grupo de Acción Política, que un año después cambió su denominación a Grupo de Acción Republicana, el partido liderado por Manuel Azaña, siendo un personaje de prestigio en los círculos republicanos de la capital. Con la creación de la Alianza Republicana en octubre de 1930, Carreras fue nombrado miembro del consejo nacional de la agrupación de partidos y grupos republicanos. En 1928 contrajo matrimonio con la sevillana Carmen Luque.
Al proclamarse la Segunda República, el gobierno provisional le nombró gobernador civil de las Islas Baleares. Era el gobernador civil más joven de toda España. Esta primera hornada de gobernadores civiles de la República tuvo la misión de modernizar la administración provincial. Además de ello, Carreras se distinguió en la creación de nuevos grupos escolares que pudieran escolarizar completamente a la infancia española. El impulso dado por Carreras a la construcción de escuelas fue destacado por el escritor y periodista republicano Luis Bello. Sin embargo, Carreras abandonó el cargo en septiembre del mismo año, para ser candidato por la circunscripción  de Palma de Mallorca en la elección parcial que tuvo que disputarse el 4 de octubre al renunciar Azaña al escaño obtenido en la primera vuelta en dicha circunscripción (había sido elegido también por la circunscripción de Valencia-capital y tuvo que renunciar a uno de ellos). Carreras obtuvo el escaño en juego y fue diputado de Acción Republicana durante la legislatura constituyente. En esta legislatura, Carreras fue uno de los diputados de Acción Republicana que más se distinguió en la defensa del estatuto de autonomía de Cataluña
Fue de nuevo candidato en 1933, en una de las pocas candidaturas, de nuevo por la circunscripción de Palma de Mallorca, en la que se mantenía la coalición entre Acción Republicana, socialistas y radical-socialistas, sin conseguir escaño. Ante ello, Carreras volvió a su farmacia al tiempo que daba clases de Matemáticas en el Instituto de San Isidro. No obstante, no abandonó su compromiso político y así, al tiempo que a nivel estatal se creaba Izquierda Republicana, en primavera de 1934 fue uno de los fundadores de Esquerra Republicana Balear, el referente balear de aquel. Desde entonces se involucró en la labor política en las islas. En las elecciones de febrero fue candidato de Izquierda Republicana en la candidatura del Frente Popular por la circunscripción de Palma de Mallorca, pero no resultó tampoco elegido (la candidatura derechista copó los siete escaños de la circunscripción). Poco después fue Carreras fue designado gobernador civil de Madrid. Dos meses después, en abril fue uno de los compromisarios elegidos en Palma de Mallorca en las candidaturas del Frente Popular para la elección del presidente de la República en abril de 1936.
Tras el estallido de la Guerra Civil Carreras cesó como gobernador civil en septiembre. El cargo quedaría vacante hasta octubre, cuando lo asumió el diputado socialista Carlos Rubiera. A lo largo de la guerra ocupó varios cargos en el gobierno de la República, entre ellos el de director general de Farmacia, puesto desde el que tenía la responsabilidad de garantizar el suministro de medicamentos básicos. Se sabe también que intervino en el nombramiento de José Brandaris de la Cuesta como gobernador militar de Menorca. En 1938, representó a España en la Comisión Consultiva del Opio de la Sociedad de Naciones.
En enero de 1939 partió al exilio con su mujer y su hija. Primero a Francia, desde donde partió en marzo a Colombia, donde fue asesor técnico de estupefaciones del Ministerio de Trabajo, Higiene y Previsión Social, en el gobierno del liberal Eduardo Santos. Carreras trabajó en el estudio del cultivo de la hoja de coca y en las consecuencias del tráfico de drogas. Con el cambio del gobierno, en 1944 se estableció en México, donde fue consultor en química de la editorial UTEHA (Unión Tipográfica Editorial Hispano Americana) (de la que era gerente el también exiliado y menorquín Estanislao Ruiz Ponsetí) y profesor de la Escuela de Altos Estudios Mexicanos. Allí también se involucró en los asuntos políticos del exilio republicano español, siendo secretario del Ateneo Salmerón, miembro de la dirección de Izquierda Republicana y director de la revista del mismo nombre.
Volvió enfermo a España dos meses antes de morir, de cáncer, en Madrid.